# Theresa Michalak
Theresa Michalak (ur. 7 maja 1992 w Halle) – niemiecka pływaczka, mistrzyni Europy (basen 25 m).
Specjalizuje się w pływaniu stylem zmiennym, gdzie jej najmocniejszą stroną jest styl klasyczny. Największym jej sukcesem jest zwycięstwo w Pucharze Świata w Berlinie w 2008 roku na dystansie 200 m stylem zmiennym i złoty medal w mistrzostwach Europy na basenie 25-metrowym w Szczecinie w 2011 roku w wyścigu na 100 m stylem zmiennym.
Uczestniczka igrzysk olimpijskich w Londynie (2012) na 200 m stylem zmiennym (12. miejsce) oraz w sztafecie 4 x 200 m stylem dowolnym (11. miejsce).